# 广东省高级人民法院
广东省高级人民法院是中華人民共和國广东省的高级人民法院。

## 机构设置
- 审判委员会

## 历任领导
院长
- 呂伯濤（1998年1月—2005年1月）
- 郑鄂（2008年1月—2016年1月）
- 龚稼立（2016年1月—2023年1月）
- 张海波（2023年1月—）

副院长

## 知名案例
- 广州王老吉大健康产业有限公司、广州医药集团有限公司诉加多宝红罐包装装潢案一审（加多宝败诉，王老吉胜诉）

## 辖区内下级人民法院
- 广东省广州市中级人民法院
- 广东省韶关市中级人民法院
- 广东省深圳市中级人民法院
- 广东省珠海市中级人民法院
- 广东省汕头市中级人民法院
- 广东省佛山市中级人民法院
- 广东省江门市中级人民法院
- 广东省湛江市中级人民法院
- 广东省茂名市中级人民法院
- 广东省中山市中级人民法院
- 广东省东莞市中级人民法院
- 广东省梅州市中级人民法院
- 广东省惠州市中级人民法院
- 广东省肇庆市中级人民法院
- 广东省汕尾市中级人民法院
- 广东省河源市中级人民法院
- 广东省阳江市中级人民法院
- 广东省清远市中级人民法院
- 广东省潮州市中级人民法院
- 广东省揭阳市中级人民法院
- 广东省云浮市中级人民法院
- 中华人民共和国广州海事法院
- 广州铁路运输中级法院
- 广州知识产权法院